# أوبرفايسباخ
أوبرفايسباخ مدينة في دائرة سالفيلد-رودولستادت في مقاطعة تورينغن في ألمانيا

## جغرافيا
أوبرفايسباخ منتجع رسمي في محمية تورينغن الطبيعية في فايسباختل.

## تاريخها
ذكرت المدينة لأول مرّة عام 1370 كمجرى مائي. ملكها عام 1600 أسياد غرويسين قبل أن يشتريها أمير شفارتسبورغ رودولشتات و كانت في ذلك الزمان مركزًا لتصنيع و تصدير الزيوت و المراهم. في القرن التاسع عشر بدأت فيها صناعة نفخ الزجاج.

## أبنيتها

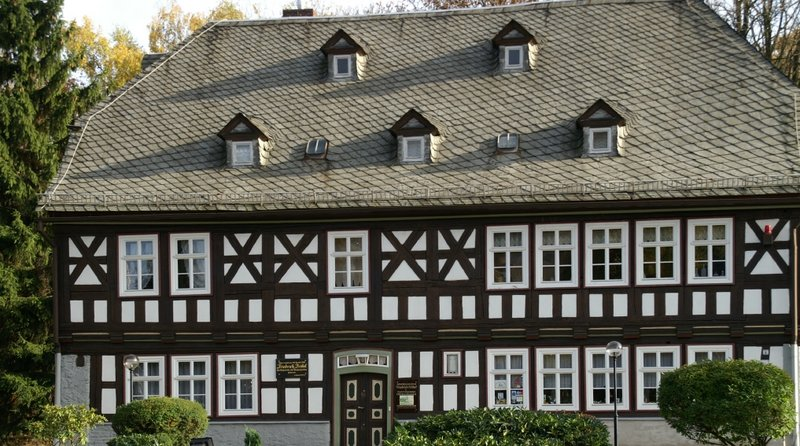
منزل فريديريك فروبل
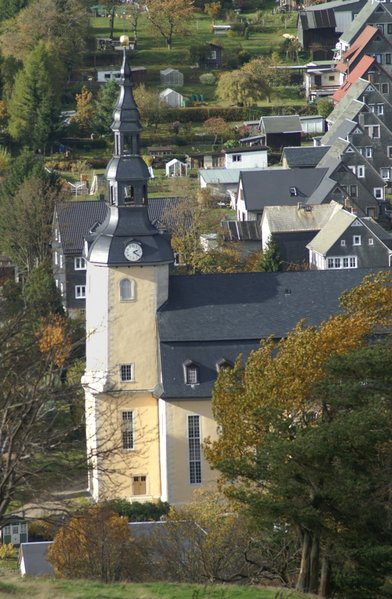
كنيسة الرجاء
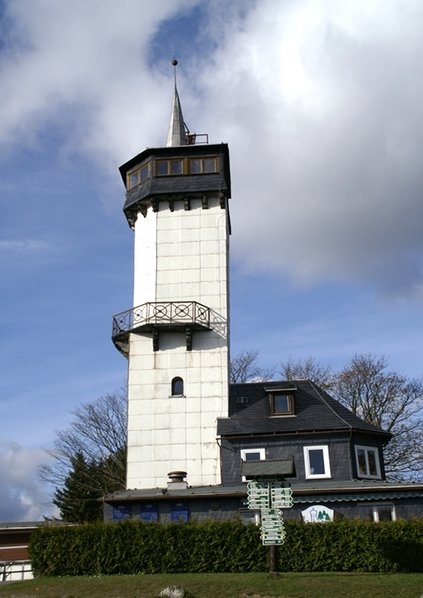
برج فروبل

## أبناءها
- فريديريك فروبل
- ماكس نيدير
- طوني فاخسموت

## أعلام
- فريديريك فروبل